# Pachydema doursi
Pachydema doursi är en skalbaggsart som beskrevs av Lucas 1859. Pachydema doursi ingår i släktet Pachydema och familjen Melolonthidae. Inga underarter finns listade i Catalogue of Life.